# Stockschießen

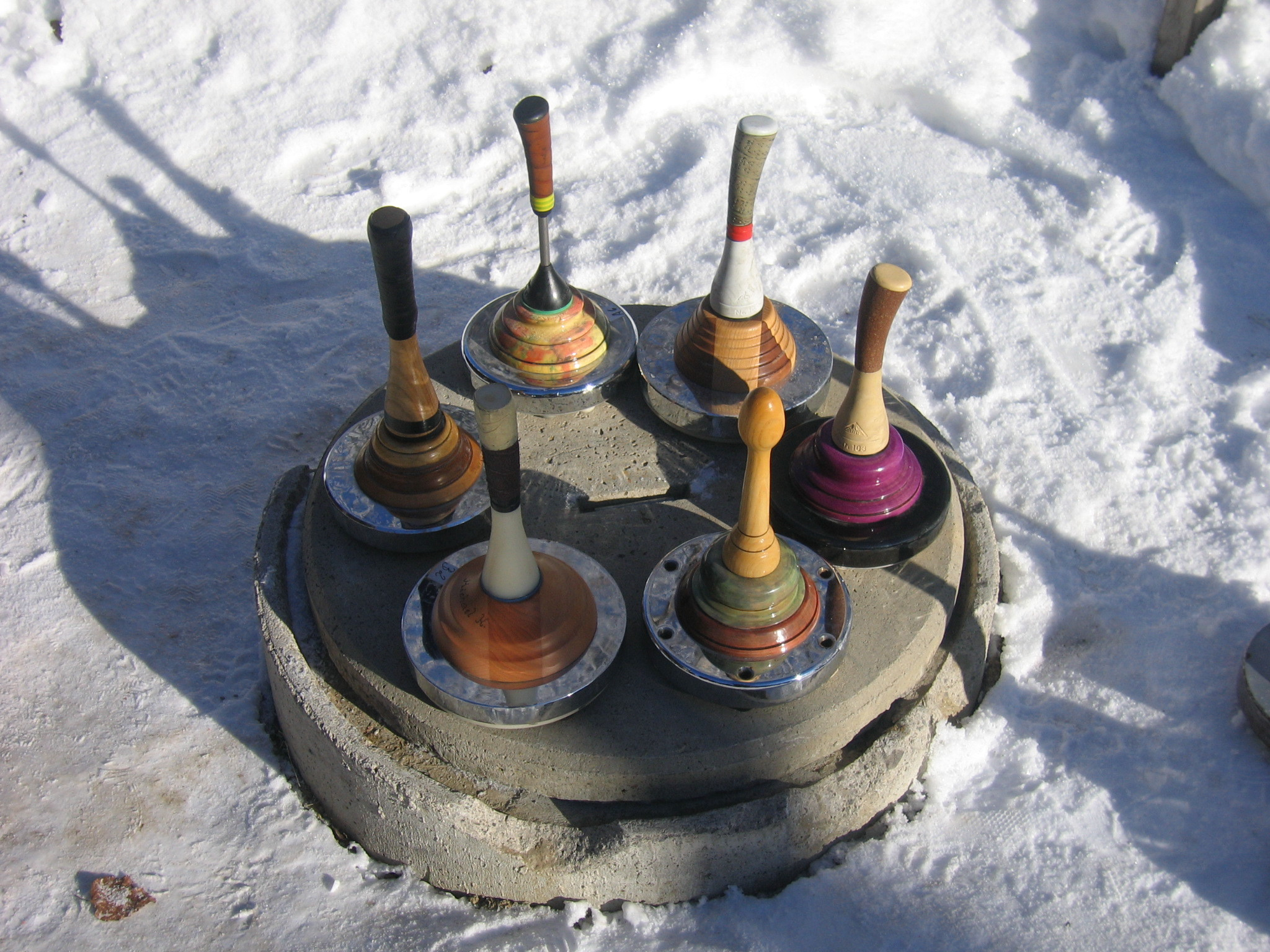
Eisstöcke

Stockschießen, Eisstocksport bzw. Stocksport, Eisstockschießen oder auch Eiskegeln ist eine Sportart, die vor allem im Alpenraum verbreitet ist und eine gewisse Ähnlichkeit mit Curling hat. Dennoch hat der Stocksport seinen eigenen Schwerpunkt, der als unabhängig vom Curling anzusehen ist.
Eisstockschießen ist ein alter Volkssport und, historisch gesehen, dem Brauchtum zuzurechnen, das sich nur in Gegenden mit zufrierenden Gewässern verbreitete und nur im Winter gespielt wurde. In der modernen, von Regeln und Vereinen geprägten Form, wird Stockschießen als Freizeit- oder auch Leistungssport ganzjährig gespielt, und es wird zwischen dem Mannschafts-, Weiten- und Zielwettbewerb unterschieden. Stocksport ist ein Präzisionssport.
Der Dachverband des Sports ist die International Federation Icestocksport (IFI).

## Geschichte

Stockschießen als Detail im Gemälde Winterlandschaft mit Eisläufern und Vogelfalle von 1565

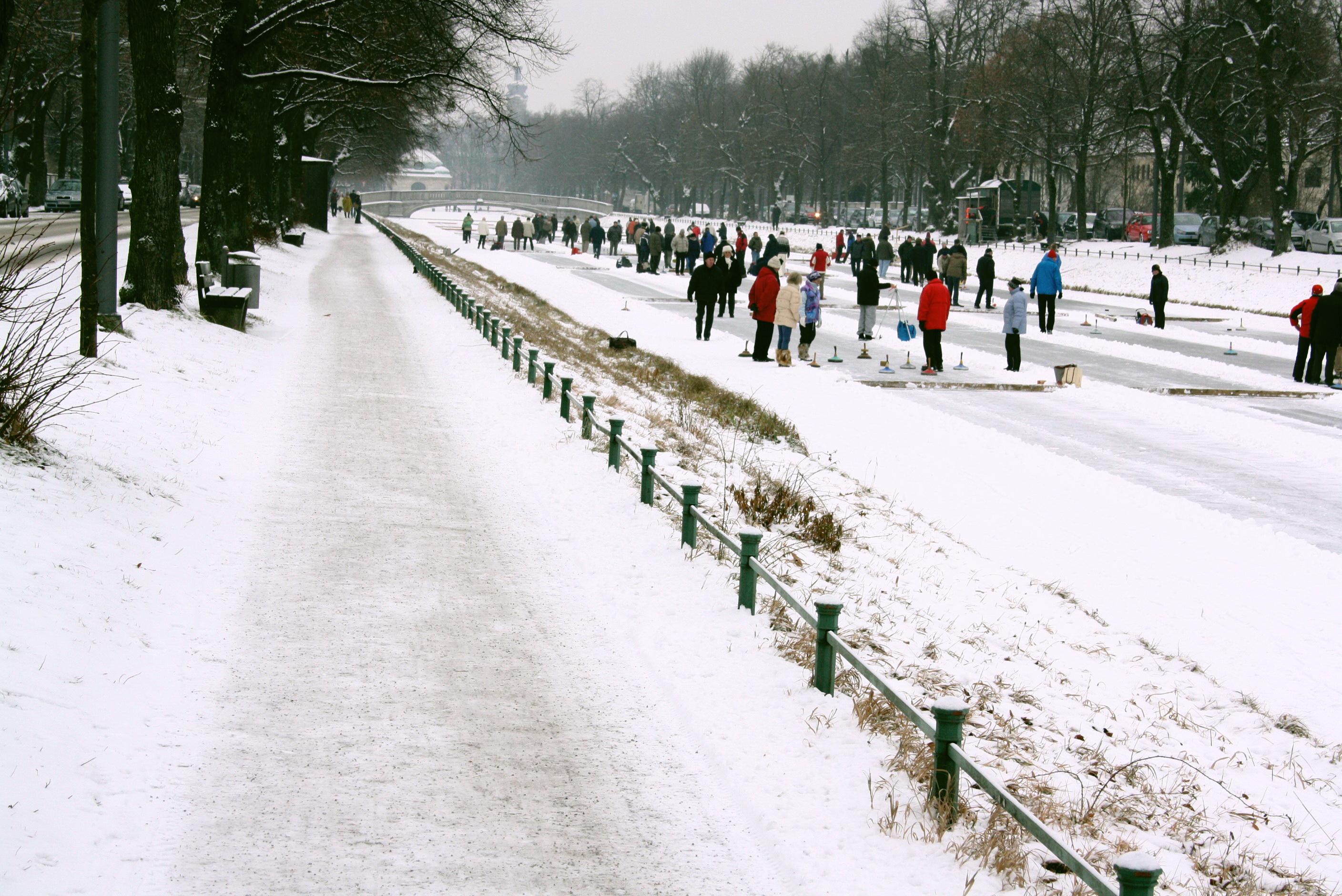
Eisstockschützen am Nymphenburger Kanal

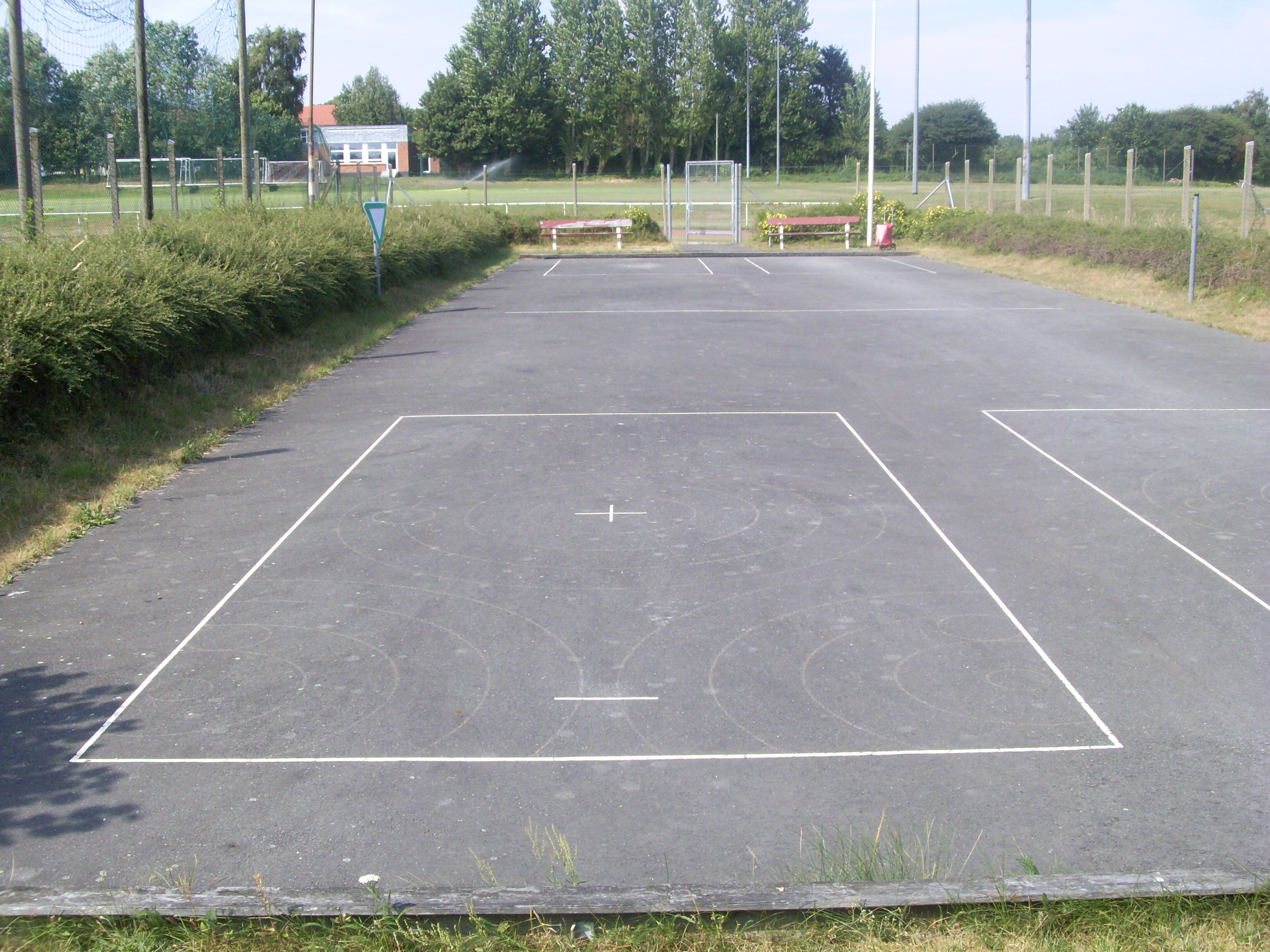
Beispiel für eine Asphaltbahn, auf der im Sommer Stockschießen gespielt werden kann. (Asphaltanlage in Flensburg)

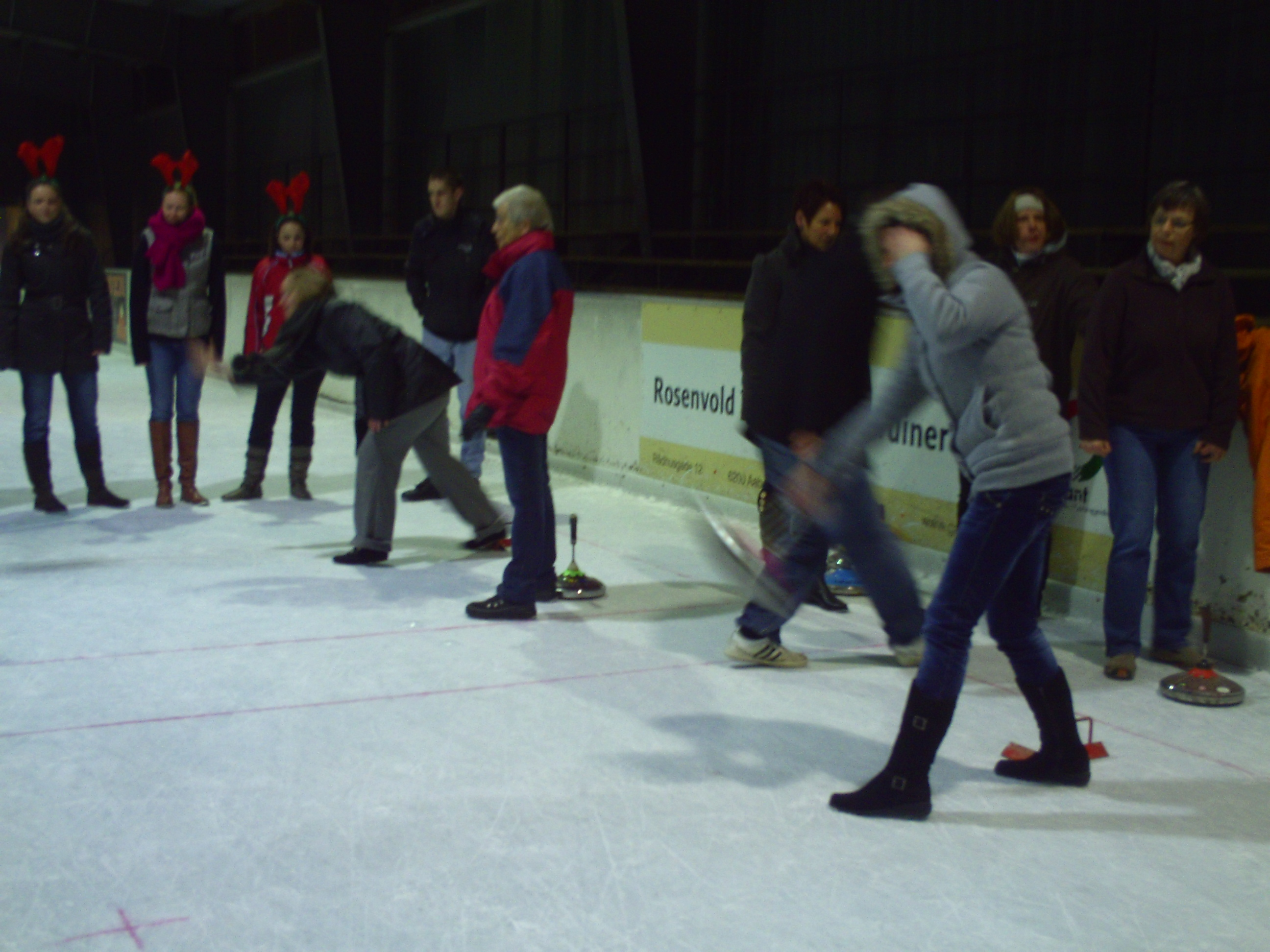
Eisstockschießen in der Eishalle

Vermutlich kam das Eisstockschießen, bzw. seine Vorläufer, im 13. Jahrhundert aus Skandinavien. Erste Bilder, auf denen eine ähnliche winterliche Freizeitbeschäftigung abgebildet ist, stammen sowohl aus Holland als auch aus dem Alpenraum des 16. Jahrhunderts. Die Behauptung, das Eisstockschießen sei in Holland entstanden, wird inzwischen jedoch angezweifelt, da die Künstler weit gereist waren und ihre Inspiration wohl von Reisen in den Alpenraum mitbrachten. Die ersten Vereine wurden schon vor 1900 gegründet.
Anders als genormte, zerlegbare moderne Eisstöcke wurden sie früher individuell aus Holz gefertigt und mit einem Eisenreifen versehen, der sowohl für die nötige Härte (beim Aufprall) als auch für optimale radiale Gewichtsverteilung sorgte. Der Boden wurde mit (Ski-)Wachs gleitfähig gemacht. Weder Spielfelder noch Dauben noch Mannschaftsstärke waren genormt. So ist aus dem Oberbayerischen überliefert, dass in sehr strengen Wintern, wo die zugefrorenen Voralpenseen besondere Tragfähigkeit hatten, oft ganze Dörfer mit entsprechend umfangreichen Mannschaften im Wettbewerb gegeneinander antraten.
1951 fanden in Garmisch-Partenkirchen die ersten Europameisterschaften statt. Die ersten Eisstock-Weltmeisterschaften wurden 1983 in Frankfurt am Main durchgeführt. Als Demonstrationsbewerb wurde es als Eisschießen bei den Olympischen Winterspielen 1936 in Garmisch-Partenkirchen und 1964 in Innsbruck vorgeführt. Die Bemühungen, es zu einer Disziplin bei den Olympischen Spielen zu etablieren, wurden bisher noch nicht von Erfolg gekrönt.
Heute befinden sich die Zentren des Sports in Süddeutschland, Österreich, Südtirol und der Schweiz. Aber auch in Tschechien, Ungarn, Slowenien und Polen wird dem Sport aktiv nachgegangen. Steigendes Interesse verzeichnet der Sport aber auch in vielen weiteren Ländern wie Australien, den USA und Kanada, sowie in Afrika und Südamerika. Auch im norddeutschen Raum findet die Sportart Verbreitung, bis nach Flensburg hinaus.
Eine eng verwandte Sonderform hat sich in Kärnten gebildet, wo bei sonst recht ähnlichen Regeln mit dem so genannten Kärntner Stock gespielt wird.
Im Gegensatz zum genormten Stocksport ist im Alpenraum auch das weniger ernsthaft betriebene Eis(stock)schießen verbreitet.
Geschossen wird dabei mit Stöcken, die meist aus Birnen- oder Ahornholz gefertigt sind. Diese sind mit einem schmiedeeisernen Ring und einem Holzstingel aus Birke oder Esche versehen. Sie können sich in Form, Größe und Gewicht durchaus unterscheiden.
Geschossen wird auf zugefrorenen Teichen, Seen oder aufgestauten Bächen. Häufig werden auch extra dafür angelegte „Eisbahnen“ verwendet. Die Bahnlänge soll, wenn möglich, mindestens 40 m betragen. Es gibt dabei häufig regionale und naturgegebene Unterschiede.
Als Daube wird ein Holzwürfel (ca. 10 × 10 cm) mit abgeschrägten Ecken verwendet. Beim „steirischen Wildschießen“ ist es egal, wohin die Daube während einer Kehre fällt, es zählt nur, den Stock möglichst nahe dieser zu platzieren. Mannschaftsgrößen sind nicht reglementiert und ergeben sich je nach Anzahl der vorhandenen Eisschützen zwischen 4 und 20.

## Spielregeln

### Mannschaftswettbewerb

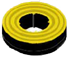
Daube, Durchmesser 12 cm

Beim Mannschaftsspiel versuchen zwei Mannschaften, die Stöcke von der Abspielstelle aus möglichst nahe an die „Daube“ zu schießen. Die Daube wird vor Beginn einer Kehre auf das Mittelkreuz gelegt. Wird die Daube durch eine nach den Regeln gültige Einwirkung in ihrer Lage innerhalb des Zielfeldes verändert, so verbleibt sie in dieser neuen Lage, die auch für die Wertung maßgebend ist. Sie wird auf das Mittelkreuz zurückgelegt, wenn sie außerhalb des Zielfeldes liegt. Insgesamt gibt es sechs Kehren.

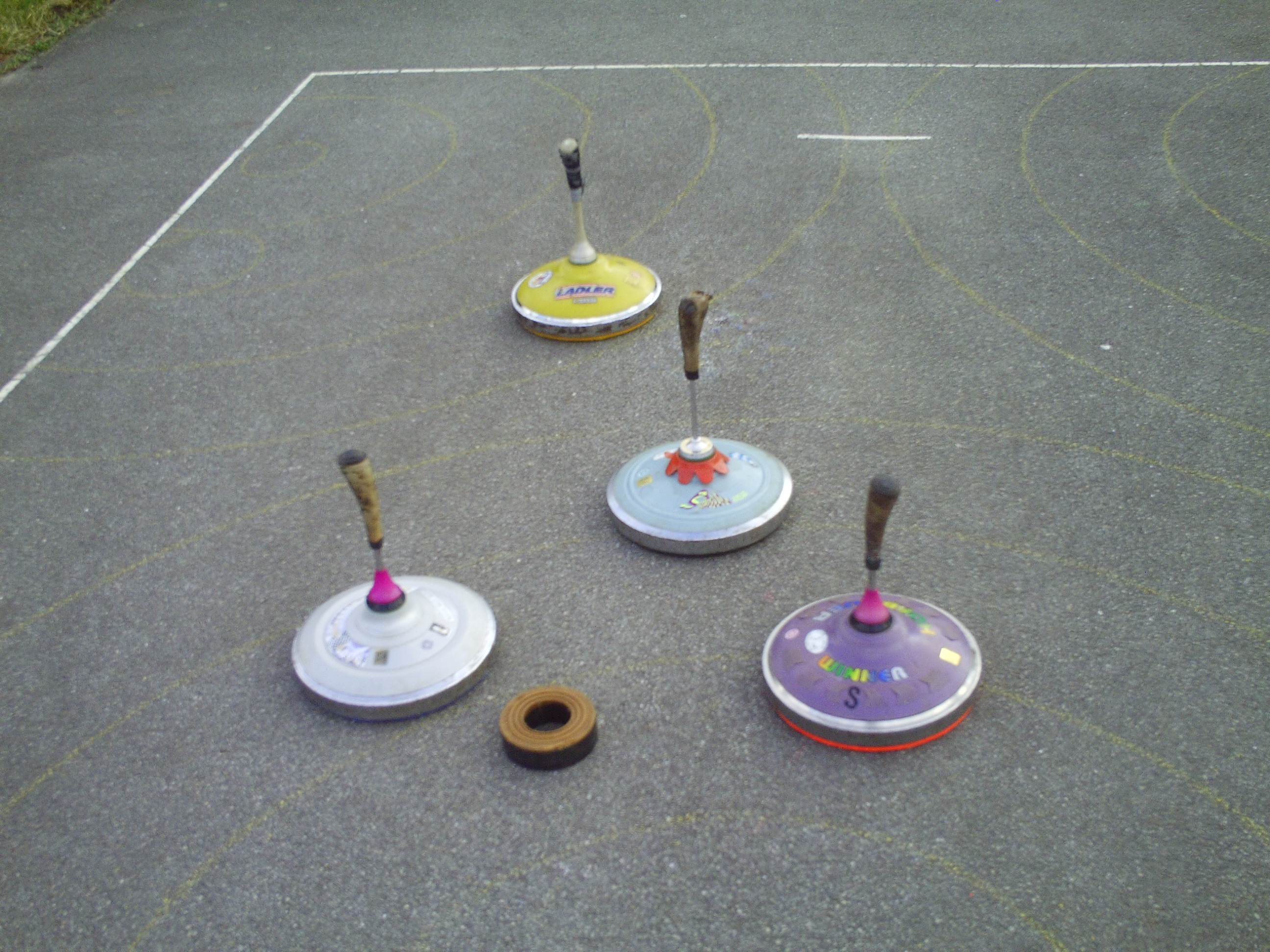
Eisstöcke um die Daube versammelt

Eine Mannschaft besteht normalerweise aus vier Spielern, wobei jeder Spieler pro Durchgang einen Versuch durchzuführen hat. Ziel ist es, einen Stock der eigenen Mannschaft in Bestlage (also näher zur Daube als der Gegner) zu bringen. Gewertet werden nur Stöcke, die sich innerhalb des Zielfelds befinden.
Eine der beiden Mannschaften beginnt mit dem Spiel, indem sie versucht, durch die so genannte Maß einen ihrer Stöcke in das Zielfeld zu spielen. Daraufhin spielt die gegnerische Mannschaft mit dem Ziel, einen ihrer Stöcke in Bestlage zu bringen. Es dürfen dabei durch die neuen Stöcke die Positionen der schon im Zielfeld befindlichen Stöcke geändert werden, kommt ein Stock dabei außerhalb des Zielfelds zum Stillstand, wird er entfernt. Gegnerische Stöcke, die sich in besserer Lage befinden, dürfen aus dem Feld geschossen werden.
Die Mannschaften, in der Sprache der Stockschützen „Moarschaften“ genannt, schießen, bis sämtliche Stöcke gespielt sind, wobei immer die Mannschaft an der Reihe ist, die gerade nicht die Beststellung zur Daube hat. Wenn beide Mannschaften mit all ihren Stöcken gespielt haben, ist die Kehre zu Ende, und die Mannschaft, deren Stock sich in Bestlage befindet, bekommt Stockpunkte. Für jeden Stock der gleichen Mannschaft, der näher bei der Daube ist als der nächste Stock des Gegners, gibt es einen Punkt. Ein Spiel hat sechs Kehren, also Durchgänge. Das Anspiel wechselt mit jeder Kehre unabhängig vom Ausgang des letzten Durchgangs. Die Mannschaft mit der größeren Anzahl von Stockpunkten erhält zwei Gewinn- oder Spielpunkte, die andere keine. Bei einem Unentschieden bekommt jede Mannschaft einen Gewinnpunkt. Die Mannschaft mit den meisten Gewinnpunkten gewinnt das Turnier. Haben zwei Mannschaften die gleiche Zahl an Gewinnpunkten, so entscheidet der Quotient aus allen eigenen und gegnerischen Stockpunkten (die Stocknote).

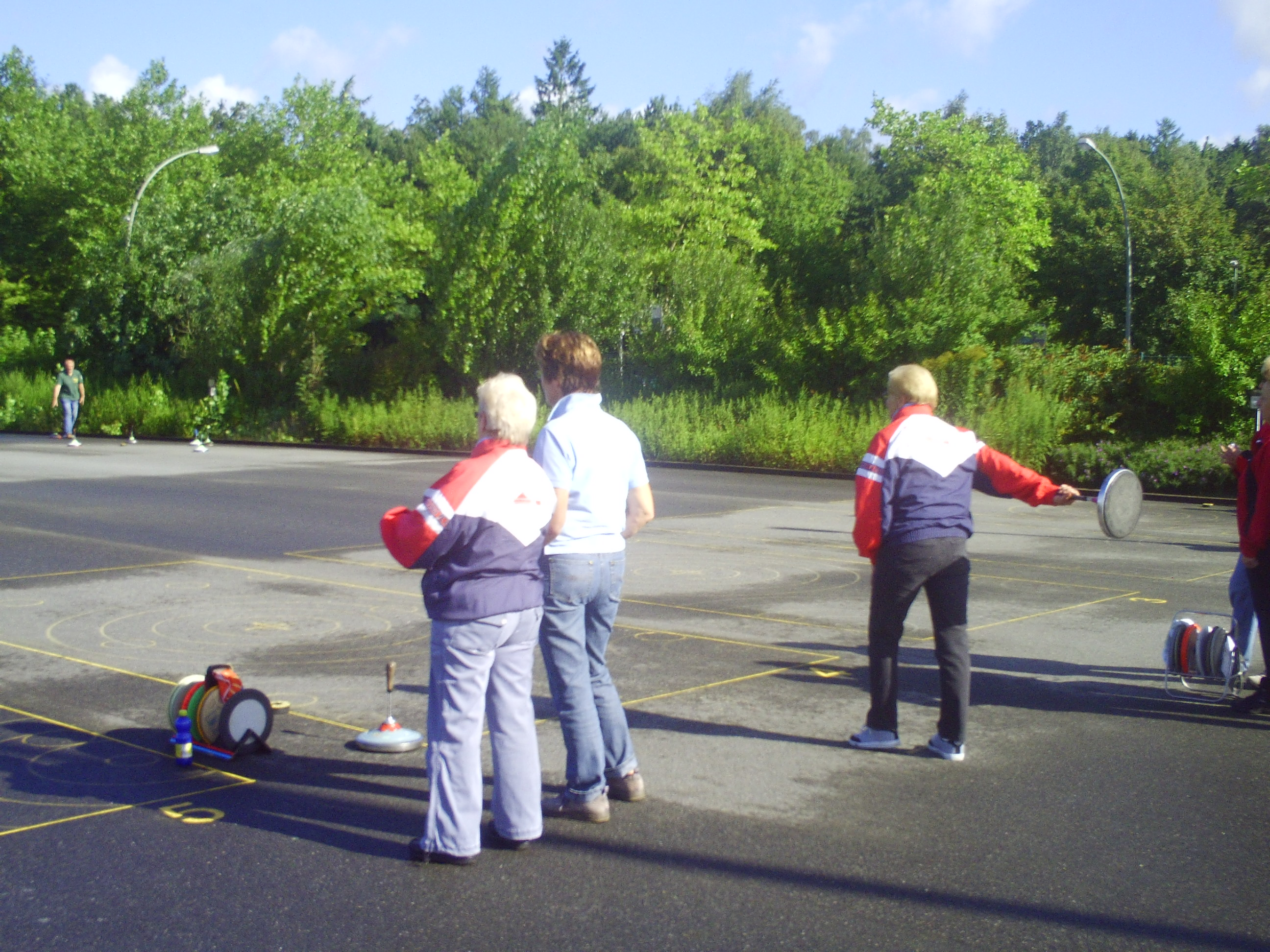
Spielerin beim Stockschuss

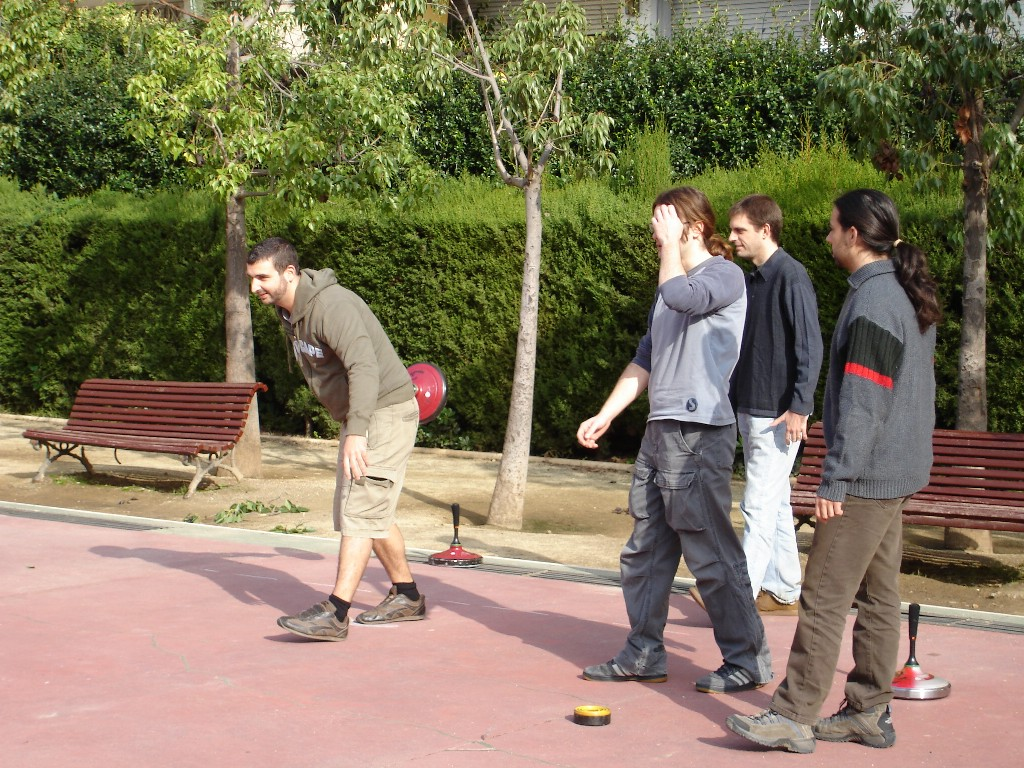
Stockschießen im Sommer

### Zielwettbewerb

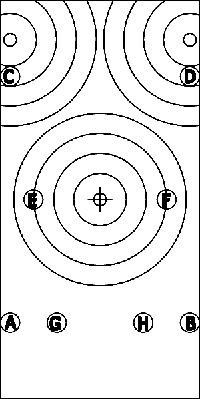
Spielfeld für den Zielwettbewerb

Der Zielwettbewerb wird in 4 Durchgängen mit je 6 Versuchen ausgetragen. In jedem Durchgang können bis 60 Punkte erreicht werden. Für die Gesamtwertung werden meist 2 Runden (= 2 × 4 Durchgänge) gespielt. Bei Meisterschaften spielen die bestplatzierten Spieler häufig noch in einem Finale weitere 1 bis 2 Runden um den Sieg. Der Zielwettbewerb wird sowohl als Einzelwettbewerb als auch als Mannschaftswettbewerb ausgetragen. Beim Einzelwettbewerb spielt ein Spieler alle Durchgänge und wird einzeln gewertet. Beim Mannschaftswettbewerb spielt jeden Durchgang ein anderer Spieler. Für die Wertung werden die Ergebnisse der einzelnen Spieler zusammengezählt.
1. Durchgang: Es werden 6 Versuche auf die mittleren Zielringe ausgeführt, bei denen der Stock des Spielers möglichst nahe an das Mittelkreuz gebracht werden soll. Gewertet wird der jeweilige Ring, den der Stock erreicht. Die Ringe zählen von außen nach innen: 2, 4, 6, 8 und 10 Punkte.
2. Durchgang: Es werden 6 Versuche auf einen Zielstock gespielt, der wechselweise in den markierten Kreisen A bis F aufgestellt wird. Bei den 6 Versuchen gilt es, den in den Kreisen aufgestellten Zielstock aus dem Zielfeld zu befördern, wobei der Stock des Spielers im Zielfeld verbleiben soll. Abhängig von der Endlage der Stöcke werden für jeden Versuch 0, 2, 5 oder 10 Punkte vergeben.
3. Durchgang: Es werden je 3 Versuche ins linke und rechte hintere Ziel (Zielfragmente) ausgeführt, bei denen der Stock des Spielers möglichst nahe an die Zentren der Ringe gebracht werden soll. Gewertet wird der jeweilige Ring, den der Stock erreicht. Die Ringe zählen von außen nach innen: 2, 4, 6, 8 und 10 Punkte.
4. Durchgang: Es werden 6 Versuche auf einen Zielstock gespielt, der der Reihe nach in den markierten Kreisen A, B, G, H, E und F aufgestellt wird. Bei den Versuchen 1 und 2 gilt es den Zielstock so zu treffen, dass der Stock des Spielers möglichst nahe am Mittelkreuz zum Stehen kommt. Bei den Versuchen 3 und 4 gilt es, den Zielstock so zu treffen, dass dieser möglichst nahe am Mittelkreuz zum Stehen kommt. Bei den Versuchen 5 und 6 gilt es den Zielstock aus den Zielringen in die hinteren Ringe zu befördern. Gewertet wird bei den Versuchen 1 bis 6 der jeweilige Ring, den der Stock erreicht. Die Ringe zählen von außen nach innen 2, 4, 6, 8 und 10 Punkte.

### Weitenwettbewerb
Die Technik der Weitschützen unterscheidet sich deutlich von der der beim Mannschaftsschießen, da hier nicht Genauigkeit bei Länge und Richtung des Schusses, sondern eine möglichst starke Beschleunigung des Stockes notwendig ist.
Im Weitenwettbewerb versucht ein einzelner Spieler, seinen Stock möglichst weit zu schießen. Der Sportler hat im Wettbewerb fünf Versuche, von denen der Beste in die Wertung kommt. Diese müssen in einer trichterförmigen Bahn abgegeben werden. Verlässt der Stock die Bahn, ist der Versuch nur bis zum Punkt des Verlassens gültig. Die Abmessungen der Bahn ändern sich je nach Jahreszeit. Die Sommerbahn auf Asphalt oder Betonpflaster ist etwas schmaler als die Winterbahn auf (Natur-)Eis. Der Trichter ist beliebig verlängerbar, was auch notwendig ist, wenn man bedenkt, dass der Weltrekord bei 566 m liegt (erzielt von Manfred Zieglgruber, SV Unterneukirchen (D) auf dem Seeoner See).
Der Schütze steht bei der Schussabgabe in der Mitte des Halbkreises auf einer Standvorrichtung. Er hat bis zur 7-Meter-Linie Platz auszulaufen, was aufgrund des Schwungs und der auf den Sportler einwirkenden kinetischen Energie nicht selbstverständlich ist.
Alle Spieler benutzen den gleichen Stockkörper und die gleiche Laufsohle, dürfen aber die eigenen Stiele verwenden. Durch das Summieren der Ergebnisse mehrerer Spieler kann auch eine Mannschaftswertung erstellt werden.
Aus Sicht der Zuschauer hat diese Disziplin den Vorteil, dass auch ein Laie beurteilen kann, ob ein Versuch gelungen ist oder nicht.

## Die Spielfläche

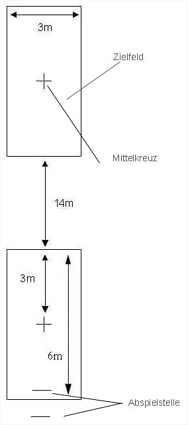
Spielfeld Stockspiel

Im Winter wird auf Eis gespielt. Im Sommer spielt man meistens auf Asphalt, Beton oder in letzter Zeit auch immer häufiger auf Betonpflastersteinen. Seit kurzem gibt es spezielle „Teppiche“ im Handel. Bei den Abmessungen des Spielfelds gibt es kleine Unterschiede zwischen überdachten Anlagen und Anlagen ohne Dach. Der Abstand zwischen Abspielstelle und dem Mittelkreuz im Zielfeld beträgt in der Regel 24,5 m.

## Der Stock

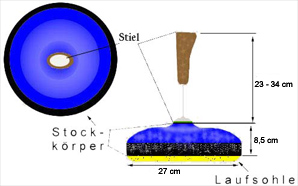
Schematische Zeichnung eines Eisstocks

Der Turnierstock besteht aus drei Teilen: Dem Stiel, dem Stockkörper und der Laufsohle. Die Stockkörper wiegen zwischen 2,73 kg (Schülerstock) und 3,83 kg und sind je nach Gewicht mit einem Kennbuchstaben versehen, welcher sichtbar am Stock angebracht sein muss (Typ: M, L, P oder E).
Gewichte der Stockkörper:
- Stockkörper Typ M: 3,80 kg bis 3,83 kg
- Stockkörper Typ L: 3,70 kg bis 3,73 kg
- Stockkörper Typ P: 3,50 kg bis 3,53 kg
- Schülerstock Typ E: 2,73 kg bis 2,78 kg

Im Winter werden außerhalb des Turnierbetriebs auch noch ältere Stockvarianten, insbesondere Holzstöcke benutzt. In Österreich werden aus Birnenholz gefertigte Stöcke auch Birnstingl genannt.
Die Laufsohlen gibt es als Sommer- und Winterlaufsohlen. Die Sommerlaufsohlen bestehen aus Kunststoff, die Winterlaufsohlen aus Gummi. Sie sind in verschiedenen Härtegraden (Shores genannt) verfügbar, was zu unterschiedlichen Reibwerten auf dem Untergrund führt. Den unterschiedlichen Härtegraden sind entsprechende Farben zugeordnet, um die Laufsohlen leicht identifizieren zu können. Am meisten Kraft benötigt der Spieler für die besonders weiche lila Laufsohle. Die Abstufung läuft dann über blau, gelb, orange, grau, schwarz, grün und weiß. Im Sommer gibt es noch eine leichte, rote Laufsohle mit einem besonderen Profil.

### Verbände
- International Federation Icestocksport
- Bund Österreichischer Eis- und Stocksportler
- Deutscher Eisstock-Verband
- Sektion Stocksport im italienischen Eissportverband (italienisch)
- Schweizerischer Eisstockverband
- Icestocksport Association of Namibia
- Indian Icestocksport Federation (englisch)